# انمور، سامرست
انمور (به انگلیسی: Enmore) یک روستا و محله مدنی در بریتانیا است که در سژمور ( Sedgemoor )واقع شده‌است. انمور ۲۴۷ نفر جمعیت دارد.